# Боскети (Верона)
Боскети је насеље у Италији у округу Верона, региону Венето.
Према процени из 2011. у насељу је живело 255 становника. Насеље се налази на надморској висини од 114 м.